# Jillion Potter
Jillion Potter (* 5. Juli 1986 in Austin, Texas) ist eine US-amerikanische Rugbyspielerin.

## Leben
Potter besuchte die La Cueva High School und studierte an der University of New Mexico. Sie ist Mitglied im Rugbyteam Glendale Raptors R.F.C. 2013 erreichte sie mit ihrer Mannschaft die Bronzemedaille bei der Siebener-Rugby-Weltmeisterschaft in Moskau. Mit der US-amerikanischen Olympiamannschaft im Siebener-Rugby nahm sie an den Olympischen Sommerspielen 2016 teil. Potter ist mit der Rugbyspielerin Carol Fabrizio verheiratet und wohnt in Denver.

## Erfolge (Auswahl)
- 2013: Bronzemedaille bei der Siebener-Rugby-Weltmeisterschaft